# العلاقات الجزائرية الفانواتية
العلاقات الجزائرية الفانواتية هي العلاقات الثنائية التي تجمع بين الجزائر وفانواتو.

## مقارنة بين البلدين
هذه مقارنة عامة ومرجعية للدولتين:
| وجه المقارنة                                              | الجزائر                      | فانواتو                                  |
| --------------------------------------------------------- | ---------------------------- | ---------------------------------------- |
| المساحة (كم2)                                             | 2.38 مليون                   | 12.19 ألف                                |
| عدد السكان (نسمة)                                         | 38.81 مليون                  | 276.24 ألف                               |
| الكثافة السكانية (ن./كم²)                                 | 16.31                        | 22.66                                    |
| العاصمة                                                   | الجزائر                      | بورت فيلا                                |
| اللغة الرسمية                                             | اللغة العربية، لغات أمازيغية | اللغة البسلاما، لغة فرنسية، لغة إنجليزية |
| العملة                                                    | دينار جزائري                 | فاتو فانواتي                             |
| الناتج المحلي الإجمالي (بليون دولار)                      | 170.37 مليار                 | 862.88 مليون                             |
| الناتج المحلي الإجمالي (تعادل القوة الشرائية) بليون دولار | 582.63 مليار                 | 790.76 مليون                             |
| الناتج المحلي الإجمالي الاسمي للفرد دولار أمريكي          | 4.21 ألف                     | 2.81 ألف                                 |
| الناتج المحلي الإجمالي للفرد دولار أمريكي                 | 14.19 ألف                    | 3.03 ألف                                 |
| مؤشر التنمية البشرية                                      | 0.745                        | 0.594                                    |
| رمز المكالمات الدولي                                      | +213                         | +678                                     |
| رمز الإنترنت                                              | .dz                          | .vu                                      |
| المنطقة الزمنية                                           | ت ع م+01:00                  | ت ع م+11:00                              |

## منظمات دولية مشتركة
يشترك البلدان في عضوية مجموعة من المنظمات الدولية، منها:
| علم المنظمة | اسم المنظمة                        | تاريخ انضمام الجزائر | تاريخ انضمام فانواتو |
| ----------- | ---------------------------------- | -------------------- | -------------------- |
|             | يونسكو                             | 15 أكتوبر 1962       | 10 فبراير 1994       |
|             | مؤسسة التمويل الدولية              | 23 سبتمبر 1990       | 28 سبتمبر 1981       |
|             | منظمة حظر الأسلحة الكيميائية       | ?                    | ?                    |
|             | مؤسسة التنمية الدولية              | 26 سبتمبر 1963       | 28 سبتمبر 1981       |
|             | منظمة التجارة العالمية             | ?                    | ?                    |
|             | وكالة ضمان الاستثمار متعدد الأطراف | 4 يونيو 1996         | 27 يوليو 1988        |
|             | الاتحاد البريدي العالمي            | ?                    | ?                    |
|             | الاتحاد الدولي للاتصالات           | 3 مايو 1963          | 30 مارس 1988         |
|             | الأمم المتحدة                      | 8 أكتوبر 1962        | 15 سبتمبر 1981       |
|             | البنك الدولي للإنشاء والتعمير      | 26 سبتمبر 1963       | 28 سبتمبر 1981       |
|             | المنظمة الهيدروغرافية الدولية      | ?                    | ?                    |

## وصلات خارجية
- موقع وزارة الخارجية الجزائرية